# SHOOT BOXING 2016 act.4
SHOOT BOXING 2016 act.4（シュートボクシング 2016 アクト4）は、シュートボクシングの大会の一つ。2016年9月19日、東京都文京区後楽で開催された。

## 大会概要
ザカリア・ゾウガリーが2年ぶりに来日し、参戦。SB日本スーパーバンタム級王座挑戦者決定トーナメントの準決勝戦と決勝戦が行われた。11月に開催するS-cupのワンマッチで王者・内藤大樹とのタイトルマッチに挑む挑戦権を獲得する。

## 試合結果
第1試合 スーパーウェルター級　スターティングクラスルール　2分2R延長1R
◯  日本 マツシマ タヨリ vs.  日本 魔破DATE ×
3R 終了 判定3-0（30−25、30−26、30−26）
第2試合 SB日本スーパーバンタム級王座挑戦者決定トーナメント準決勝戦　エキスパートクラス特別ルール　3分3R延長無制限R
◯  日本 伏見和之 vs.  日本 内藤凌太 ×
1R 2分20秒 終了 判定KO（レフェリーストップ）
第3試合 SB日本スーパーバンタム級王座挑戦者決定トーナメント準決勝戦　エキスパートクラス特別ルール　3分3R延長無制限R
◯  日本 植山征紀 vs.  日本 國本真義 ×
3R 終了 判定2−0（30−28、29−29、29−28）
第4試合 フェザー級　エキスパートクラス特別ルール　3分3R延長無制限R
◯  日本 笠原弘希 vs.  日本 北川裕樹 ×
3R 1分58秒 終了 TKO（セコンドからタオル投入）
第5試合 スーパーフェザー級　エキスパートクラス特別ルール　3分3R延長無制限R
◯  日本 村田聖明 vs.  日本 西川創太 ×
3R 終了 判定3-0（30−29、30−29、30−28）
第6試合 ミニマム級 エキスパートクラス特別ルール　3分3R延長無制限R
◯  日本 MIO vs.  日本 蓮珠DATE ×
1R 36秒 終了 TKO（3ノックダウン）
第7試合 ライト級　エキスパートクラス特別ルール　3分3R延長無制限R
◯  日本 海人 vs.  日本 潔人 ×
2R 2分28秒 終了 TKO（3ノックダウン）
第8試合 SB日本スーパーバンタム級王座挑戦者決定トーナメント決勝戦　エキスパートクラス特別ルール　3分3R延長無制限R
×  日本 伏見和之 vs.  日本 植山征紀 ◯
3R 2分18秒 終了 TKO（セコンドからタオル投入）
第9試合 SB日本スーパーライト級王座決定戦　65.0kg契約　エキスパートクラスルール　3分5R延長無制限R
◯  日本 MASAYA vs.  日本 奥山貴大 ×
5R 終了 判定3-0（三者とも50−47）
第10試合 70.5kg契約　エキスパートクラス特別ルール　3分3R延長無制限R
◯  日本 坂本優起 vs.  日本 加藤智亮 ×
3R 終了 判定2-0（29−28、29−29、29−28）
第11試合 セミファイナル　スーパーライト級　エキスパートクラス特別ルール　3分3R延長無制限R
◯  オランダ ザカリア・ゾウガリー  vs.  日本 UMA ×
2R 2分52秒 終了 TKO（セコンドからタオル投入）
第12試合 メインイベント　65.5kg契約　エキスパートクラス特別ルール　3分3R延長無制限R
◯  日本 鈴木博昭 vs.  アメリカ合衆国 ジョーイ・ラケット ×
1R 2分32秒 終了 TKO（3ノックダウン）